# Kurt Stawizki
Kurt August Julian Stawizki, auch Kurt Stawitzki, (* 12. November 1900 in Kiel; † 20. September 1959 in Bad Godesberg) war ein deutscher Kriminalrat, SS-Sturmbannführer, Leiter der Gestapo von Lemberg und Täter des Holocaust.
Stawitzki ist eine falsche Schreibweise des Nachnamens. Ebenso fälschlich wird der Vorname Paul statt Kurt überliefert.

## Biografie
Stawizki, Sohn eines Landesoberamtmannes, nahm als Soldat in der Endphase am Ersten Weltkrieg teil. 1919 gehörte er dem Freikorps Stein in Schleswig-Holstein an. Danach trat er in den Polizeidienst ein und erreichte dort 1927 den Rang eines Leutnants. Stawizki wechselte 1933 von der Schutzpolizei Hamburg zur Gestapo. Bald danach war Stawizki in den Mord an einem Kieler SA-Angehörigen verstrickt, der Mitwisser eines von Stawizki gedeckten Schmuggelrings im Hamburger Hafen war. Die diesbezüglichen Ermittlungen gegen Stawizki blieben ergebnislos. Noch vor der Machtübertragung an die Nationalsozialisten trat er im März 1932 der NSDAP (Mitgliedsnummer 1.114.037) und im Juni 1932 der SS (SS-Nr. 44.889) bei. Innerhalb der SS stieg er 1944 bis zum SS-Sturmbannführer auf. Zwischen 1936 und 1939 war Stawizki bei der Gestapo in Oppeln tätig.
Nach dem Überfall auf Polen wurde Stawizki Leiter des Grenzpolizei-Kommissariats Sanok. Ab Mitte Oktober 1940 war Stawizki als Kommandeur der Sicherheitspolizei und des SD (KdS) in Krakau tätig. Ab Juli 1941 war er Leiter der Gestapo in Lemberg und dem dortigen Befehlshaber der Sicherheitspolizei und des SD (BdS) unterstellt. In Lemberg führte Stawizki ein Einsatzkommando, das Juden ermordete. Zudem war er an der Deportation von Juden in das Vernichtungslager Belzec beteiligt. Während der Sonderaktion 1005 leitete er ein Kommando, das die Leichen ermordeter Juden und Kriegsgefangener aus Massengräbern exhumierte und verbrannte. Stawizki soll an der Ermordung von mindestens 160.000 Juden beteiligt gewesen sein.
Im Oktober/November 1943 wechselte er zur Gestapo nach Hamburg. Dort war er in führender Position an der Zerschlagung von Widerstandsgruppen, wie dem Hamburger Zweig der Weißen Rose, der Bästlein-Jacob-Abshagen-Gruppe und der Etter-Rose-Hampel-Gruppe, beteiligt.
Anschließend war Stawizki beim Reichssicherheitshauptamt (RSHA) in Berlin tätig. Beim RSHA gehörte er der Sonderkommission 20. Juli an, das zum gescheiterten Attentat vom 20. Juli 1944 auf Adolf Hitler ermittelte. Auch Hans von Dohnanyi wurde in diesem Zusammenhang durch Stawizki brutal verhört. Als Angehöriger der Sonderkommission 20. Juli organisierte er im KZ Flossenbürg noch im April 1945 die Hinrichtung von Wilhelm Canaris, Hans Oster und Dietrich Bonhoeffer. Stawizki hielt sich bis zum 15. April 1945 im KZ Flossenbürg auf, wo er Stellvertretender Kommandant war. Von dort sandte er am Morgen des 15. April 1945 ein Telegramm an die SS-Gruppenführer Richard Glücks und Heinrich Müller, in dem er den Tod Friedrich von Rabenaus mitteilte. Am selben Tag reiste er nach Berlin zurück. Am 21. April 1945 – während der Schlacht um Berlin – erhielt Stawizki von Müller den Befehl, Gegner des NS-Regimes, die als Häftlinge im Zellengefängnis Lehrter Straße inhaftiert waren, zu exekutieren. Stawizki befehligte ein Exekutionskommando aus dreißig SS-Männern, die in der Nacht vom 22. auf den 23. April fünfzehn Häftlinge des Gefängnisses Lehrter Straße in zwei Gruppen auf einem nahen Ruinengelände per Genickschuss ermordeten. Ein sechzehnter Häftling, Herbert Kosney, überlebte schwerverletzt, da er sich tot stellte. Kosney berichtete später über die Hinrichtung. Drei weitere Häftlinge aus dem Zellengefängnis Lehrter Straße wurden in der darauffolgenden Nacht vom 23. auf den 24. April 1945 ebenfalls ermordet.
Stawizki setzte sich danach über die sogenannte Rattenlinie Nord nach Flensburg ab. Am 1. Mai 1945 erhielt er von der Gestapo Flensburg einen gefälschten Pass auf den Namen Kurt Stein zum Untertauchen sowie Geldmittel, um dies zu erleichtern. Stawizki alias Stein zog im Oktober 1945 nach Bad Godesberg und arbeitete von 1953 bis zu seinem Tod bei der Deutschen Forschungsgemeinschaft (DFG), unter anderem in der Registratur. Begraben wurde Stawizki auf dem Bonner Friedhof. Erst 1970 deckte die Justiz auf, dass der DFG-Registrator Kurt Stein mit Kurt Stawizki, der sich nie zu seiner Vergangenheit bekannt hatte, identisch war.